# Ambasada Stanów Zjednoczonych w Astanie
Ambasada Stanów Zjednoczonych w Astanie (ang. The Embassy of the United States in Astana, kaz. Астанадағы АҚШ елшілігі, ros. Посольство Соединённых Штатов Америки в Астане) – misja dyplomatyczna Stanów Zjednoczonych Ameryki w Republice Kazachstanu.
W ambasadzie działają ataszat obrony oraz Agencja ds. Rozwoju Międzynarodowego, której zakres działania obejmuje całą Azję Środkową.

## Historia
Stany Zjednoczone uznały niepodległość Kazachstanu 25 grudnia 1991, za prezydentury George'a H. W. Busha i tego samego dnia nawiązały z nim stosunki dyplomatyczne. Ambasadę Stanów Zjednoczonych w Ałma-Acie otworzono w styczniu 1992 jako pierwszą ambasadę w Kazachstanie. 15 września 1992 dotychczasowy chargé d’affaires ambasady William Harrison Courtney został mianowany pierwszym amerykańskim ambasadorem w Kazachstanie.
Ambasadę przeniesiono do Astany po przeniesieniu do tego miasta stolicy kraju w 1997. Pod obecnym adresem misja mieści się od 2006. Placówkę w Ałmaty przekształcono w działający do dziś Konsulat Generalny Stanów Zjednoczonych w Ałmaty.

## Szefowie misji
jeżeli nie zaznaczono inaczej w randzie ambasadora
- William Harrison Courtney (1992 - 1995)  do 15 września 1992 chargé d’affaires, następnie ambasador
- A. Elizabeth Jones (1995 - 1998)
- Richard Henry Jones (1999 - 2001)
- Larry C. Napper (2001 - 2004)
- John Malcolm Ordway (2004 - 2008)
- Richard Eugene Hoagland (2008 - 2011)
- Kenneth J. Fairfax (2011 - 2013)
- John Malcolm Ordway (2013 - 2014) chargé d’affaires a.i.
- George Albert Krol (2015 - 2018)
- William H. Moser (2019 - 2021)[5]
- Daniel N. Rosenblum (2022 - nadal)[1]